# Antraigues-sur-Volane
Antraigues-sur-Volane (occitanska: Entraigas) är en kommun i departementet Ardèche i regionen Auvergne-Rhône-Alpes i sydöstra Frankrike. Kommunen ligger  i kantonen Antraigues-sur-Volane som ligger i arrondissementet Largentière. År 2018 hade Antraigues-sur-Volane 531 invånare.

## Befolkningsutveckling
Antalet invånare i kommunen Antraigues-sur-Volane
Referens: INSEE